# 危地马拉—科索沃关系
危地马拉－科索沃关系是指危地马拉和科索沃之间的双边关系。兩國無正式外交關係，目前也沒有在對方首都互設具大使館功能的代表機構。

## 政治交流
2008年2月，科索沃宣佈脱离塞尔维亚獨立，同年3月，危地马拉外交部长哈罗德·罗达斯表示，出于俄罗斯的关切，他反对承认科索沃。然而，瓜國政府仍在考虑承认科索沃。
2009年3月26日，危地马拉驻联合国大使格特·罗森塔尔在与科索沃外交部长斯肯德·希塞尼会晤时说，该国政府正在仔细研究科索沃的事态发展，以及向国际法院提交案件的准备工作。他还表示，危地马拉正在与拉丁美洲其他国家合作，以达成一项决定。
2014年4月，危地马拉总统奥托·佩雷斯·莫利纳表示，该国将考虑承认科索沃。尽管如此，瓜地馬拉仍然于2015年投票反对科索沃加入联合国教科文组织。